# Eurysa rabatica
Eurysa rabatica är en insektsart som beskrevs av Lindberg 1963. Eurysa rabatica ingår i släktet Eurysa och familjen sporrstritar.
Artens utbredningsområde är Marocko. Inga underarter finns listade i Catalogue of Life.